# Polymetall
Polymetall (russisch Полиметалл) ist ein auf Jersey registriertes Unternehmen, dessen Zentrale sich in Sankt Petersburg befindet.
Das Unternehmen ist in Russland und Kasachstan im Bergbau tätig. Im Jahr 2021 produzierte es 1,4 Millionen Unzen Gold, 20,4 Millionen Unzen Silber und 1.900 Tonnen Kupfer.  Gegründet wurde das Unternehmen 1998 als JSC Polymetal von Alexander Nesis bzw. dessen ICT-Group. Das Unternehmen ging im 1. Quartal 2007 an die Börse Moskau und war zu diesem Zeitpunkt größter Silberexporteur Russlands und fünftgrößter Silberproduzent weltweit. Das Unternehmen ist im RTS-Index gelistet.
2010 wurde auf Jersey die Polymetal International PLC als neue Holdinggesellschaft registriert. 51 % der Aktien sind im Streubesitz; den Rest halten Alexander Nesis, Alexander Mamut und die PPF Group des verstorbenen Petr Kellner. 